# Цунеко Сасамото
Цунеко Сасамото (яп. 笹本 恒子, 1 вересня 1914 — 15 серпня 2022) — перша фотожурналістка Японії. У вересні 2014 року їй виповнилося 100 років.

## Раннє життя
Сасамото народилася в Токіо, Японія. Вона вступила до коледжу домашнього господарства, але покинула його, бо мала амбіцію стати художницею. Вона пішла в інститут живопису (не повідомляючи батьків) та швейну школу.

## Кар'єра
Сасамото розпочала свою кар'єру ілюстратором на пів ставки у виданні місцевих новин у Токіо Нічінічі-Сімбун (нині Майніті Сімбун, одна з провідних газет Японії). В 1940 році, у 26 років її підвищили до повноцінного працівника, коли вона вступила до Товариства фотографії в Японії, офіційно ставши першою жінкою-фотожурналістом в Японії. Вона називає Маргарет Бурк-Вайт головним впливом на те що вона стала фотографом. Під час американської окупації Японії Сасамото активно фотографувала: від генерала Дугласа Макартура до учасників страйку шахтарів та студентських протестів.
У 2011 році вона опублікувала фотокнигу під назвою Hyakusai no Finder або Шукач столітньої. У 2014 році у Сасамото була виставка її робіт з її книги 2011 року під назвою Hyakusai Ten, або, Виставка столітньої У 2015 році Сасамото видала чергову книгу Допитлива дівчина віком 101 рік. У 2015 році вона зламала ліву руку та обидві ноги, але продовжує фотографувати. Нині Сасамото працює над проектом під назвою Hana Akari, або Світло квітів. Книга на честь її друзів, які померли.

## Нагороди
2016: Нагорода Люсі за життєві досягнення.